# كأس هولندا 2003–04
كأس هولندا 2003–04 (بالهولندية: KNVB beker 2003/04)‏ هو الموسم 86 من كأس هولندا. أشرف على تنظيمه الاتحاد الملكي الهولندي لكرة القدم، وكان عدد الأندية المشاركة فيه 88، وفاز فيه نادي أوترخت.